# Let's Dance 2013
Let's Dance 2013 var den åttonde säsongen av TV-programmet Let's Dance som sänts i TV4. Säsongen hade premiär på långfredagen den 29 mars 2013. Programledare är som tidigare säsong Jessica Almenäs och David Hellenius och i juryn sitter Dermot Clemenger, Ann Wilson och Tony Irving. Deltagarna presenterades 25 mars 2013. Vinnare blev Markoolio med sin danspartner Cecilia Ehrling.

## Tävlande
- Markoolio och Cecilia Ehrling
- Sofia Wistam och Tobias Bader
- Erik Segerstedt och Sigrid Bernson
- Anette Norberg och Tobias Karlsson
- Håkan Dahlby och Jeanette Carlsson
- Jennifer Åkerman och Calle Sterner
- Robinson-Robban och Oksana Spichak
- Maria Montazami och Kristjan Lootus
- Oscar Zia och Maria Bild
- Anna Brolin och Tobias Wallin

## Summa jurypoäng
| Par                   | Plats | 1  | 2  | 1+2 | 3  | 4  | 5       | 6        | 7        | 8        | 9        | 10          |
| --------------------- | ----- | -- | -- | --- | -- | -- | ------- | -------- | -------- | -------- | -------- | ----------- |
| Markoolio och Cecilia | 1     | 16 | 20 | 36  | 27 | 19 | 25+4=29 | 28+12=40 | 27+2=29  | 22+18=40 | 21+30=51 | 26+30+30=86 |
| Oscar och Maria       | 2     | 17 | 21 | 38  | 23 | 24 | 30+0=30 | 17+6=23  | 30+8=38  | 26+27=53 | 30+28=58 | 25+30+30=85 |
| Maria och Kristjan    | 3     | 15 | 10 | 25  | 21 | 14 | 18+6=24 | 21+4=25  | 15+6=21  | 27+18=45 | 19+21=40 |             |
| Erik och Sigrid       | 4     | 18 | 18 | 36  | 17 | 21 | 20+0=20 | 26+8=34  | 16+4=20  | 21+27=48 |          |             |
| Anna och Tobias W.    | 5     | 15 | 22 | 37  | 24 | 20 | 20+2=22 | 22+10=32 | 21+10=31 |          |          |             |
| Sofia och Tobias B.   | 6     | 9  | 15 | 24  | 15 | 19 | 16+0=16 | 18       |          |          |          |             |
| Håkan och Jeanette    | 7     | 14 | 24 | 38  | 23 | 15 | 20+0=20 |          |          |          |          |             |
| Anette och Tobias K.  | 8     | 12 | 17 | 29  | 21 | 17 |         |          |          |          |          |             |
| Robban och Oksana     | 9     | 6  | 18 | 24  | 17 |    |         |          |          |          |          |             |
| Jennifer och Calle    | 10    | 16 | 12 | 28  |    |    |         |          |          |          |          |             |

Röda siffror paret som fick lägst antal poäng från juryn den veckan.
Gröna siffror  paret som fick högst antal poäng från juryn den veckan.
     paret som blev utslagna från tävlingen.
     de två paren som fick lägst jurypoäng samt tittarröster.
     vinnande paret.
     paret som kom på andra plats.

## Program

### Program 1
Sändes den 29 mars 2013. Danser som dansades i första programmet var Cha-cha-cha, Paso doble, Slowfox och Vals.
1. Markoolio och Cecilia Ehrling - Slowfox (The way you make me feel)
2. Jennifer Åkerman och Calle Sterner - Cha-cha-ca  (When love takes over)
3. Erik Segerstedt och Sigrid Bernson - Paso Doble (Some Nights)
4. Anna Brolin och Tobias Wallin - Vals (Heartbreak Hotel)
5. Robert "Robban" Andersson och Oksana Spichak - Cha-cha (Electric)
6. Håkan Dahlby och Jeanette Carlsson - Slowfox (If you leave me now)
7. Sofia Wistam och Tobias Bader - Cha-cha-ca (Amazing)
8. Oscar Zia och Maria Bild - Paso Doble (Crying out your name)
9. Maria Montazami och Kristjan Lootus - Vals (A moment like this)
10. Anette Norberg och Tobias Karlsson - Paso Doble (Händerna mot himlen)

#### Juryns poäng
| Nr | Tävlingspar                                  | Dermot Clemenger | Ann Wilson | Tony Irving | Poängsumma |
| -- | -------------------------------------------- | ---------------- | ---------- | ----------- | ---------- |
| 1  | Markoolio och Cecilia Ehrling                | 5                | 5          | 6           | 16         |
| 2  | Jennifer Åkerman och Calle Sterner           | 4                | 6          | 6           | 16         |
| 3  | Erik Segerstedt och Sigrid Bernson           | 6                | 5          | 7           | 18         |
| 4  | Anna Brolin och Tobias Wallin                | 6                | 4          | 5           | 15         |
| 5  | Robert "Robban" Andersson och Oksana Spichak | 2                | 2          | 2           | 6          |
| 6  | Håkan Dahlby och Jeanette Carlsson           | 5                | 5          | 4           | 14         |
| 7  | Sofia Wistam och Tobias Bader                | 3                | 3          | 3           | 9          |
| 8  | Oscar Zia och Maria Bild                     | 7                | 6          | 4           | 17         |
| 9  | Maria Montazami och Kristjan Lootus          | 5                | 6          | 4           | 15         |
| 10 | Anette Norberg och Tobias Karlsson           | 4                | 4          | 4           | 12         |

#### Utröstningen
I de första programmet röstas ingen ut men nedan visas dock ändå de par som erhöll minst antal poäng sammanlagt från både tittare och jury
| Lägst antal poäng                            |                               |
| Robert "Robban" Andersson och Oksana Spichak | Sofia Wistam och Tobias Bader |

### Program 2
Sändes den 5 april 2013. Danser som dansades i andra programmet var Tango, Slowfox, Rumba och Jive.
1. Oscar Zia och Maria Bild - Tango (You)
2. Sofia Wistam och Tobias Bader - Slowfox (Try)
3. Markoolio och Cecilia Ehrling - Rumba (Diamonds)
4. Jennifer Åkerman och Calle Sterner - Slowfox (Glorious)
5. Maria Montazami och Kristjan Lootus - Jive (Satellite)
6. Håkan Dahlby och Jeanette Carlsson - Rumba (Feel)
7. Anette Norberg och Tobias Karlsson - Tango (Go your own way)
8. Robert "Robban" Andersson och Oksana Spichak - Slowfox (Just the way you are)
9. Anna Brolin och Tobias Wallin - Jive (Still standing)
10. Erik Segerstedt och Sigrid Bernson - Tango (Release me)

#### Juryns poäng
| Nr | Tävlingspar                                  | Dermot Clemenger | Ann Wilson | Tony Irving | Poängsumma | jurypoäng, program 1,2 |
| -- | -------------------------------------------- | ---------------- | ---------- | ----------- | ---------- | ---------------------- |
| 1  | Oscar Zia och Maria Bild                     | 7                | 7          | 7           | 21         | 38                     |
| 2  | Sofia Wistam och Tobias Bader                | 5                | 5          | 5           | 15         | 24                     |
| 3  | Markoolio och Cecilia Ehrling                | 7                | 7          | 6           | 20         | 36                     |
| 4  | Jennifer Åkerman och Calle Sterner           | 5                | 4          | 3           | 12         | 28                     |
| 5  | Maria Montazami och Kristjan Lootus          | 3                | 4          | 3           | 10         | 25                     |
| 6  | Håkan Dahlby och Jeanette Carlsson           | 8                | 8          | 8           | 24         | 38                     |
| 7  | Anette Norberg och Tobias Karlsson           | 6                | 6          | 5           | 17         | 29                     |
| 8  | Robert "Robban" Andersson och Oksana Spichak | 6                | 6          | 6           | 18         | 24                     |
| 9  | Anna Brolin och Tobias Wallin                | 7                | 7          | 8           | 22         | 37                     |
| 10 | Erik Segerstedt och Sigrid Bernson           | 5                | 6          | 7           | 18         | 36                     |

#### Utröstningen
Listar de två par som erhöll minst tittar- och juryröster under de två första programmen.

Den av dessa två som är markerad med mörkgrå färg är den som tvingats lämna tävlingen (den till vänster).
| Lägst antal poäng                  |                                    |
| Jennifer Åkerman och Calle Sterner | Anette Norberg och Tobias Karlsson |

### Program 3
Sändes den 12 april 2013. Danser som dansades i tredje programmet var Vals, Paso doble, Rumba och Slowfox.
1. Håkan Dahlby och Jeanette Carlsson - Vals (Underbart)
2. Sofia Wistam och Tobias Bader - Paso doble (Pirates of the Caribbean)
3. Robert "Robban" Andersson och Oksana Spichak - Paso doble (Smells like teen spirit)
4. Anette Norberg och Tobias Karlsson - Rumba (Bro över mörka vatten)
5. Erik Segerstedt och Sigrid Bernson - Rumba (You give me something)
6. Maria Montazami och Kristjan Lootus - Slowfox (Don’t you worry child)
7. Markoolio och Cecilia Ehrling - Vals (Jag vill tacka livet)
8. Oscar Zia och Maria Bild - Rumba (Without you)
9. Anna Brolin och Tobias Wallin - Slowfox (Shake it out)

#### Juryns poäng
| Nr | Tävlingspar                                  | Dermot Clemenger | Ann Wilson | Tony Irving | Poängsumma |
| -- | -------------------------------------------- | ---------------- | ---------- | ----------- | ---------- |
| 1  | Håkan Dahlby och Jeanette Carlsson           | 8                | 8          | 7           | 23         |
| 2  | Sofia Wistam och Tobias Bader                | 4                | 5          | 6           | 15         |
| 3  | Robert "Robban" Andersson och Oksana Spichak | 5                | 6          | 6           | 17         |
| 4  | Anette Norberg och Tobias Karlsson           | 7                | 7          | 7           | 21         |
| 5  | Erik Segerstedt och Sigrid Bernson           | 7                | 6          | 4           | 17         |
| 6  | Maria Montazami och Kristjan Lootus          | 7                | 7          | 7           | 21         |
| 7  | Markoolio och Cecilia Ehrling                | 9                | 9          | 9           | 27         |
| 8  | Oscar Zia och Maria Bild                     | 8                | 8          | 7           | 23         |
| 9  | Anna Brolin och Tobias Wallin                | 8                | 7          | 9           | 24         |

#### Utröstningen
Listar de två par som erhöll minst tittar- och juryröster i programmet.

Den av dessa två som är markerad med mörkgrå färg är den som tvingats lämna tävlingen (den till vänster).
| Lägst antal poäng                            |                               |
| Robert "Robban" Andersson och Oksana Spichak | Sofia Wistam och Tobias Bader |

### Program 4
Sändes den 19 april 2013. Dansen som dansades i fjärde programmet är samba.
1. Anna Brolin och Tobias Wallin - Samba (Jalla dansa sawa)
2. Markoolio och Cecilia Ehrling - Samba (Spice up your life)
3. Anette Norberg och Tobias Karlsson - Samba (The time of my life)
4. Håkan Dahlby och Jeanette Carlsson - Samba (Dansa, Pausa)
5. Erik Segerstedt och Sigrid Bernson - Samba (Hang with me)
6. Oscar Zia och Maria Bild - Samba (Alejandro)
7. Sofia Wistam och Tobias Bader - Samba (All night long)
8. Maria Montazami och Kristjan Lootus - Samba (Bumpy ride)

#### Juryns poäng
| Nr | Tävlingspar                         | Dermot Clemenger | Ann Wilson | Tony Irving | Poängsumma |
| -- | ----------------------------------- | ---------------- | ---------- | ----------- | ---------- |
| 1  | Anna Brolin och Tobias Wallin       | 7                | 6          | 7           | 20         |
| 2  | Markoolio och Cecilia Ehrling       | 7                | 7          | 5           | 19         |
| 3  | Anette Norberg och Tobias Karlsson  | 6                | 7          | 4           | 17         |
| 4  | Håkan Dahlby och Jeanette Carlsson  | 5                | 5          | 5           | 15         |
| 5  | Erik Segerstedt och Sigrid Bernson  | 7                | 7          | 7           | 21         |
| 6  | Oscar Zia och Maria Bild            | 8                | 8          | 8           | 24         |
| 7  | Sofia Wistam och Tobias Bader       | 7                | 7          | 5           | 19         |
| 8  | Maria Montazami och Kristjan Lootus | 5                | 6          | 3           | 14         |

#### Utröstningen
Listar de två par som erhöll minst tittar- och juryröster i programmet.

Den av dessa två som är markerad med mörkgrå färg är den som tvingats lämna tävlingen (den till vänster).
| Lägst antal poäng                  |                               |
| Anette Norberg och Tobias Karlsson | Anna Brolin och Tobias Wallin |

### Program 5
Sändes den 26 april 2013. Danserna som dansades i femte programmet är quickstep, vals, pasodoble och cha-cha. All danspar dansade också en Viennese Waltz där de tre bästa fick poäng.
1. Erik Segerstedt och Sigrid Bernson -  Quickstep (Me and my drum)
2. Anna Brolin och Tobias Wallin - Cha-cha (Stronger)
3. Sofia Wistam och Tobias Bader - Vals (Astrologen)
4. Maria Montazami och Kristjan Lootus - Cha-cha (Dancing in the dark)
5. Håkan Dahlby och Jeanette Carlsson - Pasodoble (Born this way)
6. Oscar Zia och Maria Bild - Quickstep (Maria)
7. Markoolio och Cecilia Ehrling - Pasodoble (Viva la vida)

#### Juryns poäng
| Nr | Tävlingspar                         | Dermot Clemenger | Ann Wilson | Tony Irving | Extra Poäng | Poängsumma |
| -- | ----------------------------------- | ---------------- | ---------- | ----------- | ----------- | ---------- |
| 1  | Erik Segerstedt och Sigrid Bernson  | 7                | 7          | 6           | -           | 20         |
| 2  | Anna Brolin och Tobias Wallin       | 7                | 8          | 5           | 2           | 22         |
| 3  | Sofia Wistam och Tobias Bader       | 6                | 6          | 4           | -           | 16         |
| 4  | Maria Montazami och Kristjan Lootus | 6                | 7          | 5           | 6           | 24         |
| 5  | Håkan Dahlby och Jeanette Carlsson  | 7                | 6          | 7           | -           | 20         |
| 6  | Oscar Zia och Maria Bild            | 10               | 10         | 10          | -           | 30         |
| 7  | Markoolio och Cecilia Ehrling       | 9                | 8          | 8           | 4           | 29         |

#### Utröstningen
Listar de två par som erhöll minst tittar- och juryröster i programmet.

Den av dessa två som är markerad med mörkgrå färg är den som tvingats lämna tävlingen (den till vänster).
| Lägst antal poäng                  |                               |
| Håkan Dahlby och Jeanette Carlsson | Sofia Wistam och Tobias Bader |

### Program 6
Sändes den 2 maj 2013. De första danserna var jive, tango, rumba och quickstep. Under sändningen blev Sofia Wistam sjuk, därför fick juryn och tittarna se dansen från genrepet och bedöma den. Dansparen förutom Sofia fick dansa en andra dans baserat på en musikal under 30 sekunder, dessa bedömdes med poängen 4, 6, 8, 10 och 12.

#### Danser

##### Dans 1
1. Oscar Zia och Maria Bild - Jive (Footloose)
2. Markoolio och Cecilia Ehrling - Tango (Does your mother know)
3. Sofia Wistam och Tobias Bader - Rumba (Don’t cry for me Argentina)
4. Maria Montazami och Kristjan Lootus - Quickstep (We go together)
5. Erik Segerstedt och Sigrid Bernson -  Jive (You can’t stop the beat)
6. Anna Brolin och Tobias Wallin - Quickstep (Aquarious)

##### Dans 2
1. Anna Brolin och Tobias Wallin - Grease
2. Markoolio och Cecilia Ehrling - Kristina från Duvemåla
3. Maria Montazami och Kristjan Lootus - Singin' in the Rain
4. Erik Segerstedt och Sigrid Bernson -  Phantom of the Opera
5. Oscar Zia och Maria Bild - Cats

#### Juryns poäng
| Nr | Tävlingspar                         | Dermot Clemenger | Ann Wilson | Tony Irving | Extra poäng | Poängsumma |
| -- | ----------------------------------- | ---------------- | ---------- | ----------- | ----------- | ---------- |
| 1  | Oscar Zia och Maria Bild            | 6                | 6          | 5           | 6           | 23         |
| 2  | Markoolio och Cecilia Ehrling       | 9                | 9          | 10          | 12          | 40         |
| 3  | Sofia Wistam och Tobias Bader       | 6                | 6          | 6           |             | 18         |
| 4  | Maria Montazami och Kristjan Lootus | 7                | 7          | 7           | 4           | 25         |
| 5  | Erik Segerstedt och Sigrid Bernson  | 9                | 8          | 9           | 8           | 34         |
| 6  | Anna Brolin och Tobias Wallin       | 8                | 7          | 7           | 10          | 32         |

#### Utröstningen
Listar de två par som erhöll minst tittar- och juryröster i programmet.

Den av dessa två som är markerad med mörkgrå färg är den som tvingats lämna tävlingen (den till vänster).
| Lägst antal poäng             |                          |
| Sofia Wistam och Tobias Bader | Oscar Zia och Maria Bild |

### Program 7
Sändes den 10 maj 2013. Den första dansen var slowfox, rumba och cha cha cha. Dessutom dansade alla ett rockmaraton där poängen 2, 4, 6, 8 och 10 fördelades mellan deltagarna. Ann Wilson ersattes av Lars-Åke Wilhelmsson. Markoolio stukade foten under genrepet och kunde inte genomföra dansen i direktsändning och tittarna och domarna fick bedömda genrepet. Markoolio fick dansa som femte bidraget och Oscar som andra bidraget.
1. Erik Segerstedt och Sigrid Bernson -  Slowfox (Here comes the sun)
2. Markoolio och Cecilia Ehrling - Cha cha cha (Be my baby)
3. Anna Brolin och Tobias Wallin - Rumba (Only the lonely)
4. Maria Montazami och Kristjan Lootus - Rumba (Suspicious Mind)
5. Oscar Zia och Maria Bild - Slowfox (California dreaming)

#### Juryns poäng
| Nr | Tävlingspar                         | Dermot Clemenger | Lars-Åke Wilhelmsson | Tony Irving | Extra poäng | Poängsumma |
| -- | ----------------------------------- | ---------------- | -------------------- | ----------- | ----------- | ---------- |
| 1  | Erik Segerstedt och Sigrid Bernson  | 6                | 5                    | 5           | 4           | 20         |
| 2  | Markoolio och Cecilia Ehrling       | 9                | 9                    | 9           | 2           | 29         |
| 3  | Anna Brolin och Tobias Wallin       | 8                | 7                    | 6           | 10          | 31         |
| 4  | Maria Montazami och Kristjan Lootus | 5                | 6                    | 4           | 6           | 21         |
| 5  | Oscar Zia och Maria Bild            | 10               | 10                   | 10          | 8           | 38         |

#### Utröstningen
Listar de två par som erhöll minst tittar- och juryröster i programmet.

Den av dessa två som är markerad med mörkgrå färg är den som tvingats lämna tävlingen (den till vänster).
| Lägst antal poäng             |                                    |
| Anna Brolin och Tobias Wallin | Erik Segerstedt och Sigrid Bernson |

### Program 8
Sändes den 17 maj 2013. Av sjukdom får Ann Wilson ersättas av Lars-Åke Wilhelmsson ännu en gång. Danser som dansas är cha-cha, tango och quickstep. Alla danspar dansar också en dans med ett annat danspar som ett team.

#### Danser

##### Dans 1
1. Oscar Zia och Maria Bild - Cha-Cha (Heaven is a place on earth)
2. Erik Segerstedt och Sigrid Bernson -  Cha-Cha (I wanna dance with somebody)
3. Maria Montazami och Kristjan Lootus - Tango (Material girl)
4. Markoolio och Cecilia Ehrling - Quickstep (Walkin on sunshine)

##### Dans 2
1. Oscar Zia, Erik Segerstedt, Sigrid Bernson och Maria Bild - Final Countdown
2. Maria Montazami, Markoolio, Cecilia Ehrling och Kristjan Lootus - Wake me up

#### Juryns poäng
| Nr | Tävlingspar                         | Dermot Clemenger | Lars-Åke Wilhelmsson | Tony Irving | Poängsumma |
| -- | ----------------------------------- | ---------------- | -------------------- | ----------- | ---------- |
| 1  | Oscar Zia och Maria Bild            | 8+9              | 9+9                  | 9+9         | 26+27=53   |
| 2  | Erik Segerstedt och Sigrid Bernson  | 8+9              | 8+9                  | 5+9         | 21+27=48   |
| 3  | Maria Montazami och Kristjan Lootus | 9+6              | 10+8                 | 8+4         | 27+18=45   |
| 4  | Markoolio och Cecilia Ehrling       | 7+6              | 8+8                  | 7+4         | 22+18=40   |

#### Utröstningen
Listar de två par som erhöll minst tittar- och juryröster i programmet.

Den av dessa två som är markerad med mörkgrå färg är den som tvingats lämna tävlingen (den till vänster).
| Lägst antal poäng                  |                          |
| Erik Segerstedt och Sigrid Bernson | Oscar Zia och Maria Bild |

### Program 9
Sändes den 24 maj 2013. Danser som dansas är paso doble, vals, jive och samba.

#### Danser

##### Dans 1
1. Maria Montazami och Kristjan Lootus - Paso Doble (Hearts in the air)
2. Oscar Zia och Maria Bild - Vals (Right here right nowh)
3. Markoolio och Cecilia Ehrling - Jive (Jive)

##### Dans 2
1. Maria Montazami och Kristjan Lootus - Jive (Satellite)
2. Oscar Zia och Maria Bild - Paso Doble (Crying out your name)
3. Markoolio och Cecilia Ehrling - Samba (Spice up your life)

#### Juryns poäng
| Nr | Tävlingspar                         | Dermot Clemenger | Ann Wilson | Tony Irving | Poängsumma |
| -- | ----------------------------------- | ---------------- | ---------- | ----------- | ---------- |
| 1  | Maria Montazami och Kristjan Lootus | 7+7              | 7+8        | 5+6         | 19+21=40   |
| 2  | Oscar Zia och Maria Bild            | 10+9             | 10+9       | 10+10       | 30+28=58   |
| 3  | Markoolio och Cecilia Ehrling       | 7+10             | 8+10       | 6+10        | 21+30=51   |

#### Utröstningen
Listar de två par som erhöll minst tittar- och juryröster i programmet.

Den av dessa två som är markerad med mörkgrå färg är den som tvingats lämna tävlingen (den till vänster).
| Lägst antal poäng                   |                               |
| Maria Montazami och Kristjan Lootus | Markoolio och Cecilia Ehrling |

### Program 10
Sändes den 31 maj 2013. Danser som dansades var paso doble, vals, jive och quickstep. Alla danspar gör också en showdans.

#### Danser

##### Dans 1
1. Markoolio och Cecilia Ehrling - Paso Doble (Viva la vida)
2. Oscar Zia och Maria Bild - Samba (Alejandro)

##### Dans 2
1. Markoolio och Cecilia Ehrling - Vals (Jag vill tacka livet)
2. Oscar Zia och Maria Bild - Quickstep (Maria)

##### Dans 3
1. Markoolio och Cecilia Ehrling - Showdans (Euphoria)
2. Oscar Zia och Maria Bild - Showdans (Moulin Rouge)

#### Juryns poäng
| Nr | Tävlingspar                   | Dermot Clemenger | Ann Wilson | Tony Irving | Poängsumma  |
| -- | ----------------------------- | ---------------- | ---------- | ----------- | ----------- |
| 1  | Markoolio och Cecilia Ehrling | 9+10+10=29       | 8+10+10=28 | 9+10+10=29  | 26+30+30=86 |
| 2  | Oscar Zia och Maria Bild      | 9+10+10=29       | 8+10+10=28 | 8+10+10=28  | 25+30+30=85 |

#### Vinnare
Listar nedan det par som erhöll flest antal tittarröster och därmed vann Let's Dance 2013.
| Vinnare                       |
| Markoolio och Cecilia Ehrling |